# Olympische Sommerspiele 2020/Schwimmen – 1500 m Freistil (Männer)
Der Schwimmwettkampf über 1500 Meter Freistil der Männer bei den Olympischen Spielen 2020 in Tokio wurde vom 30. Juli bis 1. August 2021 im Tokyo Aquatics Centre ausgetragen. 
Es fanden vier Vorläufe statt. Die acht schnellsten Schwimmer aller Vorläufe qualifizierten sich für das Finale.
Abkürzungen: 
 WR = Weltrekord, OR = olympischer Rekord, NR = nationaler Rekord, PB = persönliche Bestleistung, JWB = Jahresweltbestzeit

## Rekorde
Vor Beginn der Olympischen Spiele waren folgende Rekorde gültig.
| Weltrekord         | Sun Yang | 14:31,02 min | London, Großbritannien | 4. August 2012 |
| Olympischer Rekord | Sun Yang | 14:31,02 min | London, Großbritannien | 4. August 2012 |

## Vorläufe
Freitag, 30. Juli 2021, 12:48 Uhr MESZ
 

### Vorlauf 1
| Platz | Bahn | Schwimmer       | Nation      | Zeit (min)   | Anmerkung |
| ----- | ---- | --------------- | ----------- | ------------ | --------- |
| 1     | 5    | Daniel Wiffen   | Irland      | 15:07,96 min | NR        |
| 2     | 3    | Marcelo Acosta  | El Salvador | 15:27,37 min |           |
| 3     | 4    | Aflah Prawira   | Indonesien  | 15:29,94 min |           |
| 4     | 2    | Théo Druenne    | Monaco      | 16:17,20 min |           |
|       | 6    | Marwan Elkamash | Ägypten     | DNS          |           |

### Vorlauf 2
| Platz | Bahn | Schwimmer            | Nation             | Zeit (min)   | Anmerkung |
| ----- | ---- | -------------------- | ------------------ | ------------ | --------- |
| 1     | 8    | Felix Auböck         | Österreich         | 14:51,88 min |           |
| 2     | 3    | Kirill Martynytschew | ROC                | 14:52,66 min |           |
| 3     | 5    | Gergely Gyurta       | Ungarn             | 15:01,85 min |           |
| 4     | 4    | Thomas Neill         | Australien         | 15:04,65 min |           |
| 5     | 6    | Michael Brinegar     | Vereinigte Staaten | 15:04,67 min |           |
| 6     | 7    | Victor Johansson     | Schweden           | 15:05,53 min |           |
| 7     | 2    | Ákos Kalmár          | Ungarn             | 15:17,02 min |           |
| 8     | 1    | Cheng Long           | China              | 15:18,71 min |           |

### Vorlauf 3
| Platz | Bahn | Schwimmer           | Nation         | Zeit (min)   | Anmerkung |
| ----- | ---- | ------------------- | -------------- | ------------ | --------- |
| 1     | 4    | Florian Wellbrock   | Deutschland    | 14:48,53 min |           |
| 2     | 3    | Daniel Jervis       | Großbritannien | 14:50,22 min |           |
| 3     | 7    | Serhij Frolow       | Ukraine        | 14:51,83 min |           |
| 4     | 2    | Domenico Acerenza   | Italien        | 14:53,84 min |           |
| 5     | 8    | Nguyễn Huy Hoàng    | Vietnam        | 15:00,24 min |           |
| 6     | 1    | Anton Ipsen         | Dänemark       | 15:01,58 min |           |
| 7     | 5    | Henrik Christiansen | Norwegen       | 15:11,14 min |           |
| 8     | 6    | Jan Micka           | Tschechien     | 15:17,71 min |           |

### Vorlauf 4
| Platz | Bahn | Schwimmer            | Nation             | Zeit (min)   | Anmerkung |
| ----- | ---- | -------------------- | ------------------ | ------------ | --------- |
| 1     | 5    | Mychajlo Romantschuk | Ukraine            | 14:45,99 min |           |
| 2     | 3    | Robert Finke         | Vereinigte Staaten | 14:47,20 min |           |
| 3     | 4    | Gregorio Paltrinieri | Italien            | 14:49,17 min |           |
| 4     | 7    | Jack McLoughlin      | Australien         | 14:56,98 min |           |
| 5     | 2    | Lukas Märtens        | Deutschland        | 14:59,45 min |           |
| 6     | 1    | Guilherme Costa      | Brasilien          | 15:01,18 min |           |
| 7     | 8    | Alexander Jegorow    | ROC                | 15:06,55 min |           |
| 8     | 6    | Alexander Nørgaard   | Dänemark           | 15:28,70 min |           |

### Zusammenfassung
| Platz | Vorlauf | Bahn | Schwimmer            | Nation             | Zeit (min)   | Anmerkung |
| ----- | ------- | ---- | -------------------- | ------------------ | ------------ | --------- |
| 1     | 4       | 5    | Mychajlo Romantschuk | Ukraine            | 14:45,99 min |           |
| 2     | 4       | 3    | Robert Finke         | Vereinigte Staaten | 14:47,20 min |           |
| 3     | 3       | 4    | Florian Wellbrock    | Deutschland        | 14:48,53 min |           |
| 4     | 4       | 4    | Gregorio Paltrinieri | Italien            | 14:49,17 min |           |
| 5     | 3       | 3    | Daniel Jervis        | Großbritannien     | 14:50,22 min |           |
| 6     | 3       | 7    | Serhij Frolow        | Ukraine            | 14:51,83 min |           |
| 7     | 2       | 8    | Felix Auböck         | Österreich         | 14:51,88 min |           |
| 8     | 2       | 3    | Kirill Martynytschew | ROC                | 14:52,66 min |           |
| 9     | 3       | 2    | Domenico Acerenza    | Italien            | 14:53,84 min |           |
| 10    | 4       | 7    | Jack McLoughlin      | Australien         | 14:56,98 min |           |
| 11    | 4       | 2    | Lukas Märtens        | Deutschland        | 14:59,45 min |           |
| 12    | 3       | 8    | Nguyễn Huy Hoàng     | Vietnam            | 15:00,24 min |           |
| 13    | 4       | 1    | Guilherme Costa      | Brasilien          | 15:01,18 min |           |
| 14    | 3       | 1    | Anton Ipsen          | Dänemark           | 15:01,58 min |           |
| 15    | 2       | 5    | Gergely Gyurta       | Ungarn             | 15:01,85 min |           |
| 16    | 2       | 4    | Thomas Neill         | Australien         | 15:04,65 min |           |
| 17    | 2       | 6    | Michael Brinegar     | Vereinigte Staaten | 15:04,67 min |           |
| 18    | 2       | 7    | Victor Johansson     | Schweden           | 15:05,53 min |           |
| 19    | 4       | 8    | Alexander Jegorow    | ROC                | 15:06,55 min |           |
| 20    | 1       | 5    | Daniel Wiffen        | Irland             | 15:07,96 min | NR        |
| 21    | 3       | 5    | Henrik Christiansen  | Norwegen           | 15:11,14 min |           |
| 22    | 2       | 2    | Ákos Kalmár          | Ungarn             | 15:17,02 min |           |
| 23    | 3       | 6    | Jan Micka            | Tschechien         | 15:17,71 min |           |
| 24    | 2       | 1    | Cheng Long           | China              | 15:18,71 min |           |
| 25    | 1       | 3    | Marcelo Acosta       | El Salvador        | 15:27,37 min |           |
| 26    | 4       | 6    | Alexander Nørgaard   | Dänemark           | 15:28,70 min |           |
| 27    | 1       | 4    | Aflah Prawira        | Indonesien         | 15:29,94 min |           |
| 28    | 1       | 2    | Théo Druenne         | Monaco             | 16:17,20 min |           |
|       | 1       | 6    | Marwan Elkamash      | Ägypten            | DNS          |           |

## Finale
Sonntag, 1. August 2021, 3:44 Uhr MESZ

| Platz | Bahn | Schwimmer            | Nation             | Zeit (min)   | Anmerkung |
| ----- | ---- | -------------------- | ------------------ | ------------ | --------- |
| 1     | 5    | Robert Finke         | Vereinigte Staaten | 14:39,65 min |           |
| 2     | 4    | Mychajlo Romantschuk | Ukraine            | 14:40,66 min |           |
| 3     | 3    | Florian Wellbrock    | Deutschland        | 14:40,91 min |           |
| 4     | 6    | Gregorio Paltrinieri | Italien            | 14:45,01 min |           |
| 5     | 2    | Daniel Jervis        | Großbritannien     | 14:55,85 min |           |
| 6     | 8    | Kirill Martynytschew | ROC                | 15:01,18 min |           |
| 7     | 1    | Felix Auböck         | Österreich         | 15:03,47 min |           |
| 8     | 7    | Serhij Frolow        | Ukraine            | 15:04,26 min |           |